# Дронго великодзьобий
Дронго великодзьобий (Dicrurus annectens) — вид горобцеподібних птахів родини дронгових (Dicruridae).

## Поширення
Вид поширений вздовж південних схилів Гімалаїв та у Південно-Східній Азії від Непалу до Хайнані та на південь до Яви та Північного Борнео. Мешкає у тропічних гірських дощових лісах.

## Опис
Птах завдовжки 27-32 см, вагою 44-68 г. Це птах з міцною і стрункою зовнішністю, великою округлою головою, конусоподібним і міцним дзьобом, короткими ногами, довгими крилами і довгим хвостом з роздвоєним кінцем, кінчики якого розходяться, вигинаючись назовні в дистальній половині. Оперення глянцево-чорне з синюватим відблиском на голові, спині та крилах. На череві кожне пір'я з блідим кінчиком, що створює рябий загальний візерунок. Дзьоб і ноги чорнуватого кольору, очі темно-карі.

## Спосіб життя
Трапляється парами або наодинці. Вид суто комахоїдний: харчується великими комахами та іншими безхребетними, які знаходяться на землі, в польоті або серед гілок та листя дерев та кущів. Моногамний птах. Сезон розмноження триває з квітня до кінця червня. Невелике чашоподібне гніздо серед гілок дерев будують обидва партнери. У кладці 2-4 рожевих з темно-коричневим візерунком яйця. Насиджують також обидва батьки по черзі. Інкубація триває три тижні. Пташенята залишають гніздо приблизно через 20 днів після народження, але самостійними стають через місяць.